# Lindbergia pellicula
Lindbergia pellicula là một loài Rêu trong họ Leskeaceae. Loài này được (Müll. Hal.) W.R. Buck & Schiavone mô tả khoa học đầu tiên năm 1997.